# Mexicaanse heremietkolibrie
De Mexicaanse heremietkolibrie (Phaethornis mexicanus) is een vogel uit de familie Trochilidae (kolibries).

## Verspreiding en leefgebied
Deze soort komt voor van zuidelijk Mexico tot noordelijk Colombia, westelijk Ecuador en noordwestelijk Peru en telt twee ondersoorten:
- P. m. griseoventer: van Nayarit tot Colima (westelijk Mexico).
- P. m. mexicanus: van Guerrero tot westelijk Oaxaca (zuidwestelijk Mexico).

## Status
De grootte van de populatie is in 2019 geschat op 20-50 duizend volwassen vogels. Op de Rode lijst van de IUCN heeft deze soort de status niet bedreigd.  